# Jade Empire
Jade Empire – fabularna gra akcji stworzona przez BioWare na konsolę Microsoftu Xbox oraz później przeportowana na Xbox 360. Dwa lata po premierze edycji na platformę Xbox gra została wydana na komputery osobiste jako Edycja Specjalna. Gra czerpie z motywów wuxia i rozgrywa się w fantastycznym świecie przypominającym Daleki Wschód w różnych epokach historycznych. Walki toczone są w czasie rzeczywistym przy użyciu różnych stylów walki wręcz, bronią oraz magią. Dzięki życiowej energii postaci, chi, postać gracza może leczyć rany oraz wzmacniać swoje ataki.

## Fabuła

### Świat
Akcja rozgrywa się w Jadeitowym Cesarstwie, fikcyjnym państwie dalekiego wschodu opartym na Chinach oraz mitologii chińskiej. Ludzie żyją w swoim wymiarze razem z fantastycznymi stworzeniami, podczas gdy niebiosa są zarządzane przez Nefrytowego Cesarza reprezentowanego przez Niebiańską Biurokrację. Ludzcy czarnoksiężnicy wykorzystują pięć żywiołów do tworzenia czarów. Mieszkańcy Cesarstwa porozumiewają się dwoma językami: niezidentyfikowany język (w grze przedstawiony jako angielski) oraz Tho Fan; niegdyś szeroko rozpowszechniony, jego użytkowników powoli ubywa. W niedalekiej przeszłości Cesarstwa, katastrofalna susza o mało go nie zniszczyła, ale Sun Hai, obecny Cesarz, doprowadził do jej końca, dzięki czemu jest czcony jako zbawca Cesarstwa. Ważne lokalizacje w grze to położona na rubieżach państwa wioska Dwie Rzeki, gdzie rozpoczyna się rozgrywka; Lądowisko Tiena, dawne duże miasto portowe obecnie okryte zła sławą; Cesarska Stolica, siedziba Sun Haia oraz centrum Jadeitowego Cesarstwa; a także Lament, zniszczona świątynia nawiedzona przez duchy jej mieszkańców.
Bohater, którego płeć i imię może wybrać gracz, jest Mnichem Dusz który jako niemowlę został uratowany, gdy armia Sun Li zniszczyła jego pobratymców. W wiosce Dwie Rzeki został wychowany i wytrenowany w sztukach walki przez Mistrza Li. Podczas przygody, bohater poznaje sojuszników. Są to Gwiazda Zaranna, uczennica z Dwóch Rzek która potrafi komunikować się z duchami martwych; Roztropny Zu, pustelnik z mroczną przeszłością; Czarny Wicher, głupkowaty, choć sprytny najemnik; Pantoflarz Hou, dawny gladiator, obecnie piekarz; Dziki Kwiat, dziewczynka której ciało zamieszkują dwa demony: życzliwy Chai Ka oraz okrutny Ya Zhen; Niebo, złodziej który chce się zemścić na zabójcach swojej córki; Szalony Kang, genialny wynalazca który de facto jest wygnanym bogiem, Panem Lao; Zin Bu Magiczny Abak,  urzędnik Niebiańskiej Biurokracji zajmujący się spisywaniem szkód wyrządzanych przez bohatera; oraz Księżniczka Sun Lian, córka Sun Haia, wyruszająca na tajne wyprawy pod pseudonimem "Jedwabna Lisica".
Głównym antagonistą jest Sun Hai, obecny władca Jadeitowego Cesarstwa. Jego porucznikiem jest Ręka Śmierci, przyodziany w czarną zbroję przywódca Zabójców Lotosu, którzy dawniej byli zakonnikami, a obecnie sieją terror by wymusić posłuszeństwo wśród obywateli. Antagoniści we wczesnej rozgrywce to Gao Większy i jego syn Gao Mniejszy. Postacie poboczne to Opat Song, przywódca zakonu Mnichów Dusz w Lamencie; oraz Wodna Smoczyca, przewodnik dusz zmarłych oraz opiekun bohatera.

### Streszczenie
Krótko po ukończeniu szkolenia w Dwóch Rzekach, główny bohater pomaga odeprzeć atak przeprowadzony przez jednego z Zabójców Lotosu, przy okazji walcząc z nieumarłymi. Mistrz Li wyjawia bohaterowi, że nazywa się Sun Li i jest bratem Cesarza Sun Haia, sposób w jaki przyczynił się do zniszczenia Lamentu, a także narastające zagrożenie ze strony nieumarłych. Podczas ostatniej sesji treningowej w trakcie której uczeń znajduje amulet Mnichów Dusz, bohatera nawiedza duch Wodnej Smoczycy, która wyjawia że Sun Hai ją zniewolił i że protagonista jest ostatnim Mnichem Dusz. Mistrz Li wyraźnie faworyzuje bohatera wśród swoich uczniów, co wywołuje zazdrość u Gao Mniejszego która doprowadza do jego wygnania. Gao potem porywa Gwiazdę Zaranną i wzywa na pomoc Zabójców Lotosu kupionych przez jego ojca, Gao Większego. Z pomocą Roztropnego Zu, dawnego Zabójcy Lotosu i obecnie pustelnika, bohater pokonuje Gao i ratuje Gwiazdę Zaranną, jednakże dowodzeni przez Rękę Śmierci Zabójcy Lotosu oraz jego porucznik, Wielka Inkwizytor Jia, niszczą Dwie Rzeki i biorą Mistrza Li na zakładnika.
Wykorzystując pojazd powietrzny Gao Większego, bohater podróżuje z towarzyszami do Lądowiska Tiena. Podczas ich pobytu w mieście pokonują Gao Większego i dowiadują się, że Mistrz Li przetrzymywany jest w Cesarskiej Stolicy. Mnich Dusz oprócz tego odnajduje dwa brakujące fragmenty amuletu, zdobywa mapę prądów wietrznych która pozwoli na bezpieczny lot, pomaga miastu poprzez usunięcie klątwy z pobliskiego Lasu Południowego, a także zamyka tamę która spiętrza wodę w rzece, co pozwala miastu ponownie otworzyć port. Do grupy bohatera dołączają też Dziki Kwiat, która broniła jednego z fragmentów amuletu, Czarny Wicher, którego zatrudniono do zabicia potworów w Południowym Lesie; Pantoflarz Hou, który ukrywa się przed swoją żoną; Niebo, który wyzwolił jeńców porwanych przez Zabójców Lotosu; a także Szalony Kang, którego więził Gao Większy. W pobliżu Lądowiska Tiena także poznają Jedwabną Lisicę, która chce obalić Rękę Śmierci.
Grupa bohatera, wykorzystując statek Kanga, podróżuje do Cesarskiej Stolicy, gdzie Jedwabna Lisica po raz pierwszy spotyka ich jako księżniczka Sun Lian. Bohater, podczas pobytu w Stolicy, infiltruje Zabójców Lotosu poprzez branie udziału w turnieju walk. Pozorując dołączenie do nich, eliminuje on kolejnych funkcjonariuszy od środka, przy okazji zdobywając ostatni fragment amuletu. Bohater potem zostaje zaatakowany przez Rękę Śmierci, ale Roztropny Zu odwraca jego uwagę na siebie, każe bohaterowi uciekać, po czym niszczy słupy podtrzymujące sufit siedziby, poświęcając swoje życie. Z pomocą Jedwabnej Lisicy, grupa bohatera wchodzi do Cesarskiego Pałacu, gdzie zastają Cesarza przesłuchującego Mistrza Li. Bohater pokonuje Cesarza w walce, ale Mistrz Li zabija go, po czym zabiera mu amulet i moc Wodnej Smoczycy, co pozwala mu na dokonanie zamachu stanu.
Duch bohatera przetrwał dzięki Wodnej Smoczycy oraz innemu duchowi - opatowi świątyni Lamentu, który wyjawia inną wersję wydarzeń z przeszłości: Mistrz Li spiskował ze swoim bratem w celu zdobycia mocy Wodnej Smoczycy, po czym miał zabić Cesarza po zdobyciu Lamentu. Spisek braci nie doszedł do skutku, gdyż moc Wodnej Smoczycy dała Sun Haiowi nieśmiertelność. Sun Kin został zaś zabity, podczas gdy Sun Li zbiegł i zabił osobę, która uratowała bohatera, by wykorzystać niemowlę będące dziedzicem Mnichów Dusz do zabicia Sun Haia. Informuje też, że Ręka Śmierci to duch Sun Kina, którego Cesarz czarami uwięził w czarnej zbroi należącej wcześniej do Mistrza Li. Zmartwychwstały w Lamencie, bohater odnajduje swoich towarzyszy i odpiera atak sprzymierzeńców Mistrza Li, który wyczuł, że jego dawny uczeń żyje. Mnich Dusz pokonuje Rękę Śmierci i może wybrać, czy wyzwolić ducha Sun Kina ze zbroi, czy uczynić go swoim niewolnikiem. Wróciwszy do Cesarskiego Pałacu, bohater z towarzyszami odnajduje w nim ciało Wodnej Smoczycy, krwawiące wodą która neguje skutki suszy. Dochodzi do konfrontacji Mnicha Dusz z Mistrzem Li.
W zależności od decyzji podjętych przez gracza, rozgrywa się jedno z zakończeń. Jeśli Mnich Dusz podda się Mistrzowi Li, zostaje on uwieczniony jako bohater narodowy który znał swoje miejsce, a samo Cesarstwo zmienia się w dyktaturę. Jeśli ciało Wodnej Smoczycy zostało zbezczeszczone przez Mnicha Dusz, bohater kradnie moc Mistrzowi Li i zostaje nowym Cesarzem. W przypadku gdy Mnich Dusz zniszczy ciało Wodnej Smoczycy i wyzwoli jej ducha, dusze zmarłych będą mogły trafić do zaświatów, a protagonista zostanie uznany przez mieszkańców za bohatera Jadeitowego Cesarstwa.